# Aufbewahrungsverordnung
Als Aufbewahrungsverordnung werden in Deutschland und Österreich Rechtsverordnungen bezeichnet, welche die Aufbewahrungen in ihrem jeweiligen Bereich regeln. 
Viele Aufbewahrungsverordnungen tragen diesen Begriff innerhalb ihrer offiziellen Bezeichnung, beispielsweise die österreichische Energiegroßhandels-Transaktionsdaten-Aufbewahrungsverordnung, bei anderen wird dieser Begriff nur umgangssprachlich verwendet, beispielsweise wird auch die Allgemeine Waffengesetz-Verordnung (AWaffV) als Aufbewahrungsverordnung bezeichnet, denn sie regelt die Aufbewahrung von Waffen. oder auch die Aufbewahrungsverordnung fürs Chloroform.

## Justiz
Primäre Verwendung findet der Begriff zur Regelung der Aufbewahrungsfristen von Schriftgut in der Justiz.
Die aufgrund des Justizaktenaufbewahrungsgesetzes (JAktAG) erlassene Justizaktenaufbewahrungsverordnung (JAktAV) regelt auf Bundesebene, wie Schriftgut der ordentlichen Gerichtsbarkeit, der Fachgerichtsbarkeiten, der Staatsanwaltschaften, der Justizvollzugsbehörden sowie sonstiger Justizbehörden, das aufgrund von Bundesgesetzen entsteht, aufzubewahren ist. Die Fristen wurden zuvor bundeseinheitlich durch die "Bestimmungen über die Aufbewahrungsfristen für das Schriftgut der ordentlichen Gerichtsbarkeit, der Staatsanwaltschaften und der Justizvollzugsbehörden" (kurz AufbewBest) bestimmt, diese gehen zurück auf einen Beschluss der Konferenz der Justizverwaltungen des Bundes und der Länder vom 23. und 24. November 1971 in Düsseldorf.
Rechtsgrundlage ist jeweils das entsprechende Landesgesetz zur Aufbewahrung von Schriftgut der Justiz.
- Baden-Württemberg: Verordnung des Justizministeriums über die Aufbewahrung von Schriftgut der ordentlichen Gerichtsbarkeit, der Fachgerichtsbarkeiten, der Staatsanwaltschaften und der Justizvollzugsbehörden des Landes Baden-Württemberg (Landesjustizschriftgutaufbewahrungsverordnung – LJAufbewVO B-W) vom 21. März 2012[7]
- Bayern: Verordnung über die Aufbewahrung von Schriftgut der Gerichte, Staatsanwaltschaften und Justizvollzugsbehörden (Aufbewahrungsverordnung – AufbewV) vom 29. Juli 2010[8]
- Berlin: Verordnung über die Aufbewahrung von Schriftgut der ordentlichen Gerichtsbarkeit, der Staatsanwaltschaften, der Amtsanwaltschaft, der Justizvollzugsbehörden sowie der Sozialen Dienste der Justiz (Schriftgutaufbewahrungsverordnung – SchrAV) vom 16. April 2010[9]
- Brandenburg: Verordnung über die Aufbewahrung von Schriftgut der ordentlichen Gerichtsbarkeit, der Staatsanwaltschaften und der Justizvollzugsbehörden (AufbewahrungsV) vom 20. Juni 2009[10]
- Bremen: Verordnung über die Aufbewahrung von Schriftgut in der Justiz und Justizverwaltung des Landes Bremen (AufbewahrungsV) vom 26. September 2016[11]
- Hamburg: Verordnung über die Aufbewahrung von Schriftgut der Hamburgischen Justiz (Justizschriftgutaufbewahrungsverordnung – JSchrAufbVO) vom 12. April 2011[12]
- Hessen: Verordnung zur Aufbewahrung von Schriftgut der Justiz (Aufbewahrungsverordnung – AufbewVO) vom 23. November 2022[13]
- Mecklenburg-Vorpommern: Verordnung über die Aufbewahrung von Schriftgut der Gerichte, der Staatsanwaltschaften und der Justizvollzugsbehörden des Landes Mecklenburg-Vorpommern (Schriftgutaufbewahrungsverordnung – SchAufbewVO M-V) vom 5. April 2011[14]
- Nordrhein-Westfalen: Verordnung über die Aufbewahrung von Schriftgut in der Justiz und Justizverwaltung des Landes Nordrhein-Westfalen (Aufbewahrungsverordnung der Justiz Nordrhein-Westfalen AufbewJustVO NRW) vom 29. November 2022[15]
- Rheinland-Pfalz: Landesverordnung zur Ausführung des Landesgesetzes zur Aufbewahrung von Schriftgut der Justiz vom 13. August 2008[16]
- Saarland: Verordnung über die Aufbewahrung von Schriftgut in der Justiz und Justizverwaltung des Saarlandes (Aufbewahrungsverordnung der Justiz Saarland – JSchrAVO SL) vom 9. Dezember 2022[17]
- Sachsen: Sächsische Justizschriftgutverordnung in der Fassung vom 16. September 2021[18]
- Sachsen-Anhalt: Verordnung zur Ausführung des Gesetzes zur Aufbewahrung von Schriftgut der Justiz im Land Sachsen-Anhalt (Justizaufbewahrungsverordnung – JAufbVO) vom 16. Juni 2009[19]
- Schleswig-Holstein: Landesverordnung über die Aufbewahrung von Schriftgut in der Justiz und der Justizverwaltung (Justizschriftgutaufbewahrungsverordnung – JSchrAufbVO) vom 16. Dezember 2022[20] im Sinne von § 26 Absatz 2 des Landesjustizgesetzes. Für Schriftgut, dessen Aufbewahrungsfrist vor dem 20. Januar 2023 begonnen hat, richtet sich die Aufbewahrung nach der JSchrAufbVO vom 20. Dezember 2011.[21]

In Niedersachsen und Thüringen gibt es keine Rechtsverordnungen, sondern Verwaltungsvorschriften:
- Niedersachsen: Bestimmungen über die Aufbewahrungsfristen für das Schriftgut der ordentlichen Gerichtsbarkeit, der Staatsanwaltschaften und der Justizvollzugsbehörden – Aufbewahrungsbestimmungen (AufbewBest) vom 3. August 2004[22]
- Thüringen: Richtlinie über die Aufbewahrung von Schriftgut in der Verwaltung des Freistaats Thüringen (ThürAufbewRL) vom 22. Juli 2019[23]